# Instincte animalice
Instincte animalice  este un film thriller erotic din 1992, regizat de Gregory Dark⁠(d).

## Rezumat
Joanna este căsătorită cu David Cole, un ofițer de poliție. Deși se iubesc, căsnicia lor se află într-o situație precară, deoarece impotența sexuală a lui David îi împiedică să fie intimi unul cu celălalt. Joanna, frustrată sexual, sfârșește prin a avea o relație extraconjugală cu un reparator de cabluri; când sunt prinși în flagrant de David, răspunsul acestuia este să facă sex pasional cu Joanna, spre surprinderea acesteia. Joanna ajunge la concluzia că lui „îi place să privească”, așa că ei recurg să se implice în voyeurism: Joanna se implică în mai multe aventuri cu mai mulți bărbați în casa ei și a lui David, pe care David le filmează cu o cameră ascunsă pentru a le urmări ulterior. Problemele apar însă atunci când mafia locală află despre activitățile lor sexuale, iar liderul lor îi șantajează să filmeze o întâlnire cu un politician corupt.

## Distribuție
- Shannon Whirry - Joanna
- Maxwell Caulfield - David
- David Carradine - William
- Jan-Michael Vincent - Fletcher Ross
- Mitch Gaylord - Rod Tennison
- John Saxon - Otto Van Horne
- Delia Sheppard - Ingrid
- Tom Reilly - Kena
- Wendy Walsh - jurnalistul

## Recepție
Instincte animalice a primit recenzii mixte până la substandard din partea publicului și a criticilor de film. Sub Rotten Tomatoes, publicul a acordat filmului doar un rating de 14%. Revista Radio Times a acordat filmului două stele din cinci, descriindu-l drept „thrillerul care a făcut din Shannon Whirry un favorit al brigăzii de top” și scriind: „Regizorul Gregory Hippolyte, care a devenit unul dintre cei mai importanți regizori ai genului, prezintă numeroasele cuplări cu oarecare panache, dar nu poate ascunde faptul că aceasta este de fapt doar Emmanuelle pentru anii 1990”.